# Gransjön (Tranemo socken, Västergötland)
Gransjön är en sjö i Tranemo kommun i Västergötland och ingår i Ätrans huvudavrinningsområde.